# Proyectos ferroviarios en Latinoamérica
En esta página encontrará listados los proyectos nuevos, proyecciones o ampliaciones de sistemas de transporte ferroviarios en América Latina, clasificados por tipo: "metro", (también conocidos como "subte" o "tren"), tren ligero, trenes de carga y trenes mixtos, según los lineamientos establecidos por organizaciones como la Unión Internacional de Transporte Público (UITP) y ONU-Hábitat, así como otras fuentes.
Los sistemas de transporte ferroviario de pasajeros en la región se enlistan en Sistemas de metro de América Latina, Sistemas de trenes suburbanos en América Latina o en el de los Sistemas de trenes ligeros en América Latina.

## Colombia
| #  | Proyecto                                 | Plan                                                                        | Tipo                      | km    | Departamentos y ciudades | Tramos | Promotor                                                                           | Propósito                                           | Etapa                                                                         | Año de operación  | Enlaces | Espec                                | Notas                                                    | MUSD   |
| -- | ---------------------------------------- | --------------------------------------------------------------------------- | ------------------------- | ----- | --- | --- | ---------------------------------------------------------------------------------- | --------------------------------------------------- | ----------------------------------------------------------------------------- | ----------------- | --- | ------------------------------------ | -------------------------------------------------------- | ------ |
| 1  | Tren del Café                            | Ferrocarril de Antioquia                                                    | Tren eléctrico            | 187,7 | Caldas: Riosucio, Palestina, Manizales, Neira, Anserma, Filadelfia, Chinchiná / Risaralda: Quinchía / Antioquia: Amagá, Angelópolis, Fredonia, La Pintada, Venecia, Bolombolo, Area Metropolitana        | km41_La Felisa - La Pintada (88km) La Pintada - Estación Primavera (Caldas, Antioquia, 99,7km) | Promotora Ferrocarril de Antioquia: Gobernación, IDEA, AREA y Metro                | Multipropósito: Pasajeros, carga y residuos sólidos | Prefactibilidad                                                               | Incierto          | https://www.ferrocarrilantioquia.com/blog https://www.youtube.com/watch?v=o3ClhVxq7sg                                                          | 11.200 ton/día                       | 17 km con 80 Viaductos o puentes/ 4,56km de tuneles      |        |
| 2  | Tren del Río                             | Ferrocarril de Antioquia                                                    | Tren eléctrico            | 63,0  | Antioquia: 10 municipios de Área metropolitana del valle de Aburrá | Segmento 1: Barbosa - Aguacatala (46,5km) Segmento 2: Aguacatala - Estación Primavera (16,5km) | Promotora Ferrocarril de Antioquia: Gobernación, IDEA, AREA y Metro                | Pasajeros                                           | Factibilidad sin recursos: Segmento funcional #1 Prefactibilidad: Segmento #2 | 2030              | https://www.ferrocarrilantioquia.com/blog https://www.youtube.com/watch?v=o3ClhVxq7sg                                                          | 600.000 pas/dia aprox @ 70-100 km/h  | 6,47km con 24 viaductos                                  |        |
| 3  | Tren Verde                               | Ferrocarril de Antioquia                                                    | Diesel-Eléctrico          | 127,4 | Antioquia: Barbosa, Puerto Berrio | Tres tramos | Promotora Ferrocarril de Antioquia: Gobernación, IDEA, AREA y Metro                | Multipropósito: Pasajeros, carga y residuos sólidos | Prefactibilidad                                                               | Incierto          | https://www.ferrocarrilantioquia.com/blog https://www.youtube.com/watch?v=o3ClhVxq7sg                                                          | 7.785 ton/dia                        | 9,1km con 72 viaductos o puentes / 12,7 km con15 túneles |        |
| 4  | Tren de Urabá                            | Ferrocarril de Antioquia                                                    | Diesel-Eléctrico ?        | 366   | Antioquia: Amagá, Angelópolis, Santa Fé, Anza, Apartadó, Tititibí, Turbo, Uramita, Venecia, Sopetran, Betulia, Burutciá, Cañasgordas, Carepa, Dabeiba, Fredonia, Frontino, Giraldo, Mutatá Olaya y otros | Estación Primavera - Turbo | Promotora Ferrocarril de Antioquia: Gobernación, IDEA, AREA y Metro                | Carga                                               | Prefactibilidad                                                               | Incierto          | https://www.ferrocarrilantioquia.com/blog https://www.youtube.com/watch?v=o3ClhVxq7sg                                                          | 13.100 ton/día                       | 57,4km en viaductos / 56km con túneles                   |        |
| 5  | Sistema Masivo de Urabá                  | na                                                                          | ?                         | 100 ? | Antioquia: Chigorodó, Carepa, Apartadó, Turbo, Necoclí | Chigorodó - Necoclí | Gobernación de Antioquia                                                           | Pasajeros                                           | Prefactibilidad                                                               | Incierto          | | ?                                    | ?                                                        |        |
| 6  | Sistema Masivo de Oriente                | Plan de Desarrollo Rionegro                                                 | Tren ligero elevado       | 16,5  | Antioquia: Rionegro | Glorieta Aeropuerto - Llanogrande/ Llanogrande - El Porvenir / El Porvenir - Belen | Alcaldías de Rionegro / Somos?                                                     | Pasajeros                                           | Factibilidad sin recursos                                                     | Incierto          | https://somosmovilidad.gov.co/tren-ligero https://www.elcolombiano.com/antioquia/asi-va-el-proyecto-para-el-tren-ligero-de-rionegro-AC14616886 | @ 38km/h                             | 10 Estaciones                                            |        |
| 7  | Metro de la 80 Línea E Metro de Medellín | Plan Rector de Expansión del Metro                                          | Eléctrico - Metro liviano | 13,5  | Antioquia: Medellín | Fase 1: Caribe - Floresta 5km / Fase 2: Floresta - La Palma 3km / Fase 3: La Palma - Aguacatala 5km | Alcaldía de Medellín/ Metro                                                        | Pasajeros                                           | Factibilidad con recursos CONFIS                                              | 2025?             | https://www.metrodemedellin.gov.co/metrodela80/sobre-el-proyecto Archivado el 26 de octubre de 2021 en Wayback Machine.                        | 450.000 pasajeros/dia @ 25km/h       | 16 Paradas / 4 estaciones de integración                 | $946   |
| 8  | Primera Línea - Metro de Bogotá.         | Metro de Bogotá.                                                            | Eléctrico                 | 23,96 | Cundinamarca: Bogotá | Portal Américas hasta la avenida Caracas, a lo largo de la avenida Villavicencio, la avenida Primero de Mayo, la calle 8 sur y la calle 1, por donde girará hacia el norte por la avenida Caracas hasta la calle 78. | Alcaldía de Bogotá / Empresa Metro de Bogotá                                       | Pasajeros                                           | Ejecución                                                                     | 2027              | https://www.metrodebogota.gov.co https://youtu.be/0XolVo2Hw3s                                                                                  | 1.400.000 pasajeros/ día ? @ 43 km/h | 16 estaciones, 10 integradas a Transmilenio              | $4.300 |
| 9  | Regiotram                                | Sistema Integrado de Transporte Regional en el departamento de Cundinamarca | Eléctrico                 | 40    | Cundinamarca: Funza, Mosquera, Madrid y Facatativá con Bogotá | 25 km en los municipios de La Sabana y en 15 km en el Distrito Capital. | Distrito Capital y la Gobernación de Cundinamarca / Empresa Férrea Regional S.A.S. | Pasajeros                                           | Ejecución                                                                     | 2025              | https://sisetu.mintransporte.gov.co/regiotram-de-occidente/ https://www.efr-cundinamarca.gov.co/es/inicio                                      |                                      |                                                          |        |
| 10 | Tren de cercanías del valle              | Ruta Invencible por el Valle’                                               | Eléctrico                 | 73,4  | Valle: Cali, Jamundí, Palmira y Yumbo | Primer tramo Cali-Jamundí, con integración con el MIO | Gobernación del Valle del Cauca                                                    | Pasajeros                                           | Factibilidad terminará en marzo 2023                                          | Primer tramo 2026 | https://www.valledelcauca.gov.co/publicaciones/72387/inician-estudios-y-disenos-de-factibilidad--del-tren-de-cercanias-del-valle-del-cauca/    | 270.000 ?pasajeros/dia               | 48 estaciones                                            | $1.715 |

### Proyectos ferroviarios con prefactibilidad vigente según RUAPP

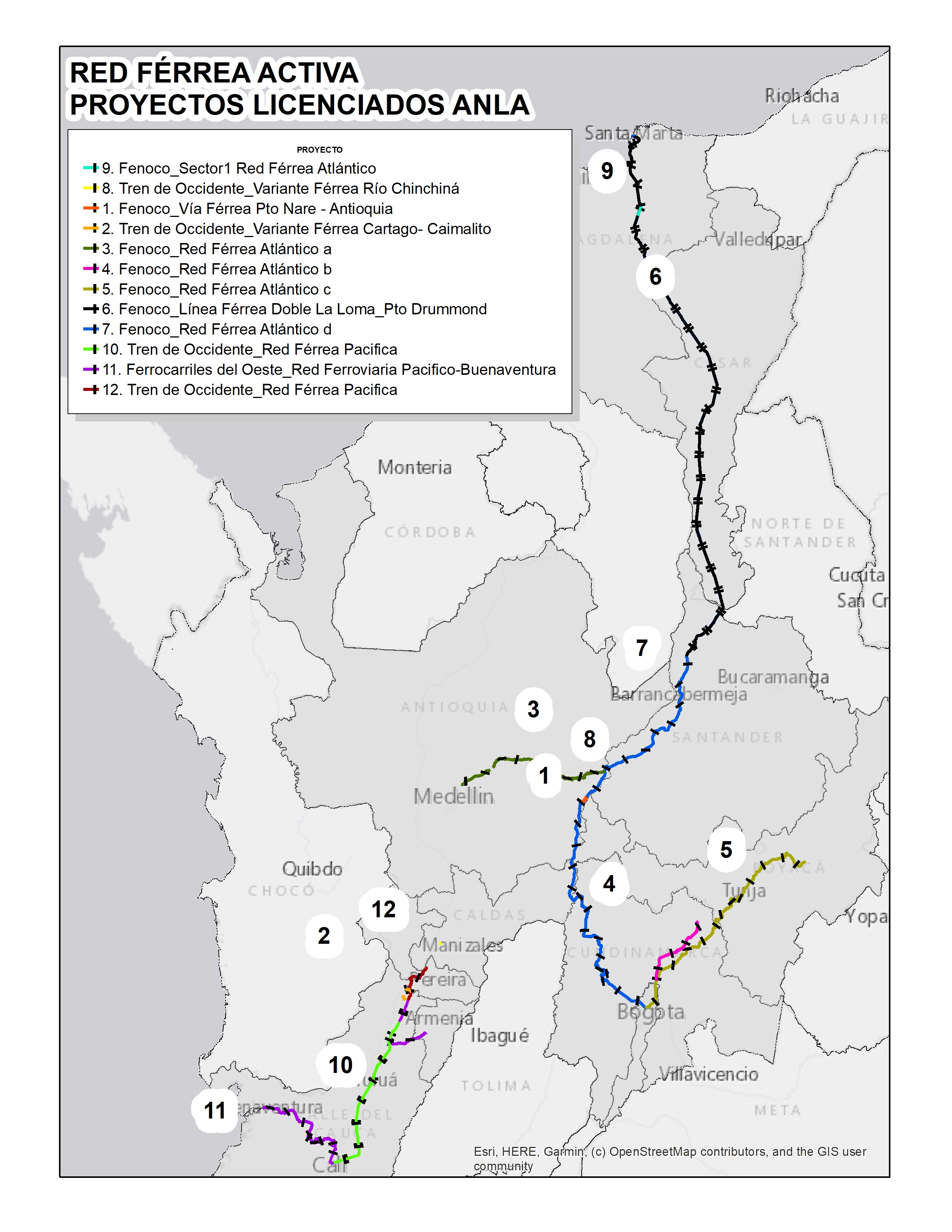
Detalles proyectos férreos Colombia

| #        | Proyecto | Objeto | Promotor                            | Etapa                         |
| -------- | --- | --- | ----------------------------------- | ----------------------------- |
| PRY00984 | CORREDOR FÉRREO LA DORADA - CHIRIGUANÁ                                                                                 | Otorgamiento de una concesión para que, de conformidad con lo previsto en el Contrato, el Concesionario, por su cuenta y riesgo, lleve a cabo todas las actividades necesarias para la financiación, Gestión Predial, Gestión Social y Ambiental, la ejecución de las Obras de Construcción, la Rehabilitación, el Mejoramiento, la Operación, el Mantenimiento y la Reversión de la Infraestructura correspondiente al Proyecto del corredor férreo comprendido entre los municipios de La Dorada en el departamento de Caldas y Chiriguaná en el departamento del Cesar. | AGENCIA NACIONAL DE INFRAESTRUCTURA | Estudios de factibilidad      |
| PRY00526 | APP A TODO TREN | Reestructuración del sistema integrado de Transporte Masivo para el Área Metropolitana de Barranquilla, mediante el diseño, construcción, financiamiento, operación y mantenimiento de un sistema de tranvía por el corredor de la Calle 30 por un término de 30 años. - Observación: El AMB procede a la revisión de la APP. La Prefactibilidad se aprueba el día 4/02/2016 con rad. AMB-D-015-2016 y la Factibilidad se radicó para su estudio el día 18/10/2016 con el rad. 3964. A partir dic/2016 se inició la primera fase del diálogo competitivo que culmina en marzo/2017. El AMB, mediante Rad. 022-17 del 07/04/2017, solicitó al Originador la ampliación de la cobertura hasta Aeropuerto Ernesto Cortissoz. El Originador el día 16/06/2017, radicó una nueva versión de la factibilidad incluyendo los estudios correspondientes, con las revisiones de dicho diálogo competitivo, hasta el Aeropuerto Ernesto Cortissoz. Revisada y validada la documentación entregada por el Originador, el 21/07/2017 el AMB consideró que el proyecto objeto de estudio cumple con todos los requisitos de información y se determinó que la iniciativa presentada cumplía a cabalidad con los requerimientos legales para continuar su trámite de validaciones y consultas a autoridades y terceros competentes. De conformidad con el Decreto 1008 de 2015 se radicó la documentación requerida ante el Min. Transporte el 05/09/2017 con el rad. 20173210563472 para evaluar la viabilidad técnica del Proyecto. El 12/09/2017 este Min. emitió concepto favorable mediante comunicado MT 20172100538171. De manera concomitante, el AMB presentó el 22/09/2017 y con rad. 1-2017-076804, ante el Min. Hacienda y Crédito Público el Proyecto para la valoración de obligaciones contingentes. Consecuencia de lo anterior, mediante documento con rad. 2-2018-041584 el Min. Hacienda y Crédito Público el 15/11/2018 aprobó la valoración de obligaciones contingentes y el plan de aportes al Fondo de Contingencias del proyecto. Así mismo la Aeronáutica Civil autoriza el uso de la Infraestructura aeroportuaria para la construcción de estaciones del Metro. Mediante documento de 5/06/2019, el Grupo Originador solicitó al AMB la aprobación de la modificación de los integrantes de la Estructura Plural que presento´ la APP, la cual se aprobó mediante documento de fecha 2/08/2019. Continuación ciclo diálogo competitivo el 23/01/2020. | ÁREA METROPOLITANA DE BARRANQUILLA  | Factibilidad en evaluación    |
| PRY00718 | TREN QUIBDÓ - NUQUÍ | Construcción, administración, operación, mantenimiento de la línea férrea Quibdó - Nuquí, bajo una visión intermodal competitiva para interconectar el departamento del Chocó con el pacifico colombiano (Puerto de Tribugá) y con el resto del país, de manera que sirva como corredor de carga de importancia regional y nacional, promoviendo de esta forma el comercio de productos subregionales, regionales y nacionales, propiciando así el crecimiento económico sostenible. - Observación: A través de oficio con radicado No.12237 de Noviembre 22 de 2019, la Gobernación del Chocó da concepto favorable sobre la Pre-factibilidad férrea presentada para inicio de estudios a nivel de factibilidad, permitiéndosele al originador que pueda continuar con la estructuración del proyecto en un plazo máximo de 2 años a partir de esta fecha. | GOBERNACIÓN DE CHOCÓ                | Factibilidad en evaluación    |
| PRY00748 | SUMINISTRO DE MATERIAL RODANTE, OPERACIÓN Y MANTENIMIENTO DE LÍNEA DE TREN TRAM FACA-CALLE 26-AEROPUERTO DORADO I Y II | EL SUMINISTRO DE MATERIAL RODANTE Y OPERACIÓN Y MANTENIMIENTO DE LA LÍNEA DE TREN TRAM FACATATIVÁ - CALLE 26 Y AEROPUERTO EL DORADO I Y II, INCLUYENDO CONSTRUCCIÓN DEL RAMAL AL AEROPUERTO DE EL DORADO I Y TALLERES Y COCHERAS - Observación: ANEXA ESTUDIO DE PREFACTIBILIDAD | GOBERNACIÓN DE CUNDINAMARCA         | Factibilidad en evaluación    |
| PRY00371 | MONORRIEL DE CARGA Y PASAJEROS PARA LA CIUDA DE BUCARAMANGA                                                            | REALIZAR LOS DISEÑOS, CONSTRUCCION Y POSTERIOR OPERACIÓN DE MONORRIEL DE CARGA Y PASAJEROS PARA LA CIDUAD DE BUCARAMANGA Y AMPLIACIÓN DE OPERACIÓN AL ÁREA METROPOLITANO. - Observación: Comunicado 27 de Septiembre de 2013 del Dr. Clemente León Olaya - Secretario de Infraestructura de la Alcaldía de Bucaramanga a la empresa INGESEOBRAS S.A.S donde pone de manifiesto observaciones para la APP. | ALCALDÍA DE BUCARAMANGA, SANTANDER  | Prefactibilidad en evaluación |
| PRY00436 | Monorriel de carga y pasajeros para el Àrea Metropolitana de BUcaramanga                                               | Prestar un servicio de transporte alternativo, económico y con el uso de tecnologías limpias, que llegue a sectores de la comunidad donde el actual sistema de transporte no tiene cubrimiento y que permita descongestionar vehicularmente el área metropolitana. | ÁREA METROPOLITANA DE BUCARAMANGA   | Prefactibilidad en evaluación |
| PRY00510 | implantación de un sistema regional de metro ligero utilizando la traza del actual ferrocarril de Zipaquirá.           | El propósito fundamental del Proyecto es desarrollar y potenciar una línea ferroviaria multiuso (Metro ligero o Light Rail Transit en el tramo urbano Tren Tram en el tramo suburbano) que, siguiendo el Corredor del Norte, conecte la Zona Central de Bogotá, con Zipaquirá, atendiendo a las necesidades de movilidad urbana en Bogotá a la vez que ofrece una conexión con las poblaciones suburbanas del norte mediante un trazado de 48,4 km de longitud y 25 estaciones. - Observación: Se recibe la propuesta de A.P.P. para la Implementaciòn de un Sistema Regional de Metro Ligero utilizando la traza del actual ferrocarril de Zipaquirà.Proyecto radicado en Transmilenio S.A | EMPRESA FÉRREA REGIONAL S.A.S       | Prefactibilidad en evaluación |
| PRY00640 | CORREDOR FÉRREO SABANA CENTRO                                                                                          | Financiación, diseño y construcción, operación y mantenimiento del Proyecto Férreo que será implementado desde la estación férrea de Cajicá hasta el límite con Bogotá (Calle 245) haciendo uso del corredor férreo existente y desde la estación férrea de La Caro hasta el Parque Ospìna en el centro de Chía | ALCALDÍA DE CHÍA, CUNDINAMARCA      | Prefactibilidad en evaluación |
| PRY00688 | Tranvía de Ibagué | Llevar a cabo la financiación, diseño, construcción, operación y mantenimiento del proyecto férreo Tranvía de Ibagué. | ALCALDÍA DE IBAGUÉ, TOLIMA          | Prefactibilidad en evaluación |
| PRY00941 | IP CORREDOR FERROVIARIO CENTRAL                                                                                        | EL DISEÑO, EL MANTENIMIENTO, LA OPERACIÓN FERRO VIARIA, FINANCIAClON Y EXPLOTACION COMERCIAL DEL CORREDOR FERREO COMPRENDIDO ENTRE LA DORADA (CALDAS) - CHIRIG'UANA (CESAR) | AGENCIA NACIONAL DE INFRAESTRUCTURA | Prefactibilidad en evaluación |
| PRY00964 | VÍA FÉRREA CHIRIGUANÁ - DIBULLA                                                                                        | Construcción y operación del corredor férreo Chiriguaná (Cesar) - Dibulla (La Guajira), hasta el Puerto Multipropósito Puerto Brisa S.A. | AGENCIA NACIONAL DE INFRAESTRUCTURA | Prefactibilidad en evaluación |